# Zygaspis quadrifrons
Zygaspis quadrifrons — вид плазунів з родини амфісбенових (Amphisbaenidae). Мешкає в Центральній і Південній Африці.

## Поширення і екологія
Zygaspis quadrifrons широко поширені на півдні Африки, в Замбії, Зімбабве, Ботсвані і Намібії, на південному сході Анголи, на півдні Демократичної Республіки Конго, на заході Мозамбіку, на півдні Малаві та на півночі Південно-Африканської Республіки. Вони живуть в саванах і сухих чагарникових заростях, під камінням і гнилими поваленими деревами та в ґрунті. Зустрічаються на висоті до 1200 м над рівнем моря.